# ميلوس زيفكوفيتش (لاعب كرة قدم صربي)
ميلوس زيفكوفيتش (5 فبراير 1985 في صربيا - ) هو لاعب كرة قدم صربي في مركز الدفاع. لعب مع النجم الأحمر بلغراد ورادنيتشكي نيش ونادي تافريا سيمفروبول ونادي رابوتنيتشكي ونادي ياغودينا وهايدوك كولا ونادي زيمون وFK Javor Ivanjica ‏ وFK Železničar 1930 ‏ ونادي ميتالاك ونادي ملادينوفاك ‏ وبوراتس تشاتشاك ‏ وبيزانيا نوفي بلغراد ‏.

## وصلات خارجية
- ميلوس زيفكوفيتش (لاعب كرة قدم صربي) على موقع اتحاد أوكرانيا (الإنجليزية)
- ميلوس زيفكوفيتش (لاعب كرة قدم صربي) على موقع قاعدة بيانات كرة القدم.إي يو (الإنجليزية)
- ميلوس زيفكوفيتش (لاعب كرة قدم صربي) على موقع Soccerway.com (الإنجليزية)
- ميلوس زيفكوفيتش (لاعب كرة قدم صربي) على موقع عالم كرة القدم.نت (الإنجليزية)